# Напьер, Шабазз
Шаба́зз Бозайе Напье́р (англ. Shabazz Bozie Napier; родился 14 июля 1991 года в Роксбери, Массачусетс, США) — американский баскетболист пуэрто-риканского происхождения, выступающий за клуб «Бавария» на позиции разыгрывающего защитника. На драфте НБА 2014 года был выбран под общим 24-м номером командой «Шарлотт Хорнетс».

## Биография
Напьер начал свои выступления с школьной команды города Чарльзтауна, где он провёл два года, после чего перевёлся в Академию Лоуренса, которая располагалась в Гроутоне, штат Массачусетс.
В 2010 году Напьер поступил в университет Коннектикута, где он начал тренироваться под руководством одного из самых титулованных тренеров NCAA Джима Кэлхуна. Он уверенно начал сезон 2010/11 годов, подменяя основного разыгрывающего команды Кемба Уокера. Шабазз провёл все 41 игру, набирая 7,8 очка и 3 передачи в среднем за матч. В свой первый же год в колледже Напьер выиграл с «ЮКонном» чемпионат NCAA.
Летом после своего первого года в университете Напьер был приглашён для участия в Летней Универсиаде, но не прошёл отбор в команду. В свой второй сезон Шабазз занял место в стартовой пятёрке команды. В начале сезона он сделал девятый трипл-дабл за историю «Хаскис», он набрал 22 очка, 12 подборов и 13 передач. «Хаскис» неудачно провели сезон 2011/12 годов, они вышли в основной турнир, но вылетели на ранней стадии. После этого сезона Джим Кэлхун завершил свою карьеру.

## Профессиональная карьера

### Майами Хит (2014—2015)
26 июня 2014 года Напьер на драфте НБА 2014 года был выбран под общим 24-м номером командой «Шарлотт Хорнетс». В тот же день был продан в «Майами Хит». За игроком в клубе сохранился тот же номер, что и в колледже — 13.

### Орландо Мэджик (2015—2016)
27 июля 2015 года Напьер был обменян в «Орландо Мэджик» вместе с денежной компенсацией на условный выбор второго раунда драфта 2016 года.

### Портленд Трэйл Блэйзерс (2016—2018)
7 июля 2016 года Напьер перешёл в «Портленд Трэйл Блэйзерс» в результате обмена на денежную компенсацию с «Орландо Мэджик».

### Бруклин Нетс (2018—2019)
17 июля 2018 года Напьер подписал контракт с «Бруклин Нетс». 29 декабря он достиг рекордных показателей в карьере, набрав 32 очка при 9 из 15 точных бросков с игры и 10 из 12 забитых штрафных в матче против «Милуоки Бакс».
11 января 2019 против «Торонто Рэпторс» он продлил свою серию игр с не менее чем 10 набранными очками подряд до восьми в карьере.
6 февраля 2019 он сделал свой первый в карьере дабл-дабл, набрав 10 очков и сделав 11 передач. Он закончил сезон со средними показателями 9,4 очка, 1,8 подбора и 2,6 передачи за 17,6 минуты.

### Миннесота Тимбервулвз (2019—2020)
7 июля 2019 года Напьер, Тревеон Грэм и Д'Анджело Расселл были обменяны в «Голден Стэйт Уорриорз» в рамках обмена на Кевина Дюранта. На следующий день Напьер и Грэм были отправлены в «Миннесоту Тимбервулвз» в обмен на права на драфт Лиора Элияху.

### Вашингтон Уизардс (2020)
5 февраля 2020 года «Тимбервулвз» обменяли Напьера в «Денвер Наггетс» в рамках сделки с участием четырех команд.
На следующий день Напьер был обменян в «Вашингтон Уизардс» на Джордана Макрея.

### Зенит Санкт-Петербург (2021—2022)
19 июля 2021 года Напьер заключил однолетнее соглашение с российским клубом «Зенит» из Санкт-Петербурга.
27 февраля 2022 года Напьер в одностороннем порядке расторг контракт с «Зенитом» из-за вторжения России в Украину.

### Мехико-Сити Капитанес (2022—2023)
4 ноября 2022 года Напьер был включен в стартовый состав команды «Мехико-Сити Капитанес».

### Олимпия Милан (2023)
28 января 2023 года Напьер подписал однолетний контракт с клубом «Олимпия Милан» из чемпионата Италии по баскетболу.

### Црвена звезда (2023)
17 июля 2023 года Напьер подписал двухлетний контракт с клубом «Црвена звезда» из чемпионата Сербии по баскетболу. В декабре того же года он публично разругался с новым главным тренером Яннисом Сферопулосом и выпал из ротации. В итоге он был освобожден от контракта с условием, что подпишет контракт только со своим бывшим клубом «Олимпия Милан».

### Олимпия Милан (2023—2024)
21 декабря 2023 года Напьер вновь подписал контракт с «Олимпия Милан» под руководством тренера Этторе Мессины.

### Бавария (2024—настоящее время)
4 сентября 2024 года Напьер подписал контракт с немецким клубом «Бавария».

## Карьера в сборной
Мать Напьера Кармен Веласкес является пуэрториканкой по национальности, что дало ему право выступать за сборную Пуэрто-Рико. 19 февраля 2012 года было объявлено, что Шабазз получил официальное разрешение на выступления за мужскую сборную Пуэрто-Рико по баскетболу.

## Достижения
- Серебряный призёр Суперкубка Единой лиги ВТБ: 2021

## Статистика

### Статистика в НБА
| Сезон                                                                                    | Команда   | Регулярный сезон | Регулярный сезон | Регулярный сезон | Регулярный сезон | Регулярный сезон | Регулярный сезон | Регулярный сезон | Регулярный сезон | Регулярный сезон | Регулярный сезон | Регулярный сезон | Серия плей-офф | Серия плей-офф | Серия плей-офф | Серия плей-офф | Серия плей-офф | Серия плей-офф | Серия плей-офф | Серия плей-офф | Серия плей-офф | Серия плей-офф | Серия плей-офф |
| Сезон                                                                                    | Команда   | GP               | GS               | MPG              | FG%              | 3P%              | FT%              | RPG              | APG              | SPG              | BPG              | PPG              | GP             | GS             | MPG            | FG%            | 3P%            | FT%            | RPG            | APG            | SPG            | BPG            | PPG            |
| ---------------------------------------------------------------------------------------- | --------- | ---------------- | ---------------- | ---------------- | ---------------- | ---------------- | ---------------- | ---------------- | ---------------- | ---------------- | ---------------- | ---------------- | -------------- | -------------- | -------------- | -------------- | -------------- | -------------- | -------------- | -------------- | -------------- | -------------- | -------------- |
| 2014/15                                                                                  | Майами    | 51               | 10               | 19,8             | 38,2             | 36,4             | 78,6             | 2,2              | 2,5              | 0,8              | 0,1              | 5,1              | Не участвовал  | Не участвовал  | Не участвовал  | Не участвовал  | Не участвовал  | Не участвовал  | Не участвовал  | Не участвовал  | Не участвовал  | Не участвовал  | Не участвовал  |
| 2015/16                                                                                  | Орландо   | 55               | 0                | 10,9             | 33,8             | 32,7             | 73,3             | 1,0              | 1,8              | 0,4              | 0,0              | 3,7              | Не участвовал  | Не участвовал  | Не участвовал  | Не участвовал  | Не участвовал  | Не участвовал  | Не участвовал  | Не участвовал  | Не участвовал  | Не участвовал  | Не участвовал  |
| 2016/17                                                                                  | Портленд  | 53               | 2                | 9,7              | 39,9             | 37,0             | 77,6             | 1,2              | 1,3              | 0,6              | 0,0              | 4,1              | 4              | 0              | 11,7           | 42,1           | 45,5           | 75,0           | 1,0            | 0,8            | 0,5            | 0,0            | 6,8            |
| 2017/18                                                                                  | Портленд  | 74               | 9                | 20,7             | 42,0             | 37,6             | 84,1             | 2,3              | 2,0              | 1,1              | 0,2              | 8,7              | 2              | 0              | 17,5           | 45,5           | 0,0            | 50,0           | 1,0            | 1,5            | 1,5            | 0,0            | 5,5            |
| 2018/19                                                                                  | Бруклин   | 56               | 2                | 17,6             | 38,9             | 33,3             | 83,3             | 1,8              | 2,6              | 0,7              | 0,3              | 9,4              | 3              | 0              | 9,4            | 63,6           | 60,0           | 87,5           | 2,3            | 3,7            | 0,3            | 0,0            | 8,0            |
| 2019/20                                                                                  | Миннесота | 36               | 22               | 23,8             | 40,3             | 29,6             | 81,8             | 3,1              | 5,2              | 1,1              | 0,2              | 9,6              | Не участвовал  | Не участвовал  | Не участвовал  | Не участвовал  | Не участвовал  | Не участвовал  | Не участвовал  | Не участвовал  | Не участвовал  | Не участвовал  | Не участвовал  |
| 2019/20                                                                                  | Вашингтон | 20               | 10               | 24,4             | 42,8             | 35,8             | 83,1             | 2,4              | 3,8              | 1,5              | 0,2              | 11,6             | Не участвовал  | Не участвовал  | Не участвовал  | Не участвовал  | Не участвовал  | Не участвовал  | Не участвовал  | Не участвовал  | Не участвовал  | Не участвовал  | Не участвовал  |
|                                                                                          | Всего     | 345              | 55               | 17,4             | 39,7             | 34,5             | 81,5             | 1,9              | 2,5              | 0,8              | 0,1              | 7,1              | 9              | 0              | 12,2           | 48,8           | 40,0           | 77,8           | 1,4            | 1,9            | 0,7            | 0,0            | 6,9            |
| Наведите курсор мыши на аббревиатуры в заголовке таблицы, чтобы прочесть их расшифровку. |           |                  |                  |                  |                  |                  |                  |                  |                  |                  |                  |                  |                |                |                |                |                |                |                |                |                |                |                |

### Статистика в Д-Лиге
| Сезон                                                                                    | Команда          | Регулярный сезон | Регулярный сезон | Регулярный сезон | Регулярный сезон | Регулярный сезон | Регулярный сезон | Регулярный сезон | Регулярный сезон | Регулярный сезон | Регулярный сезон | Регулярный сезон | Серия плей-офф | Серия плей-офф | Серия плей-офф | Серия плей-офф | Серия плей-офф | Серия плей-офф | Серия плей-офф | Серия плей-офф | Серия плей-офф | Серия плей-офф | Серия плей-офф |
| Сезон                                                                                    | Команда          | GP               | GS               | MPG              | FG%              | 3P%              | FT%              | RPG              | APG              | SPG              | BPG              | PPG              | GP             | GS             | MPG            | FG%            | 3P%            | FT%            | RPG            | APG            | SPG            | BPG            | PPG            |
| ---------------------------------------------------------------------------------------- | ---------------- | ---------------- | ---------------- | ---------------- | ---------------- | ---------------- | ---------------- | ---------------- | ---------------- | ---------------- | ---------------- | ---------------- | -------------- | -------------- | -------------- | -------------- | -------------- | -------------- | -------------- | -------------- | -------------- | -------------- | -------------- |
| 2014/15                                                                                  | Су-Фолс Скайфорс | 4                | 2                | 34,0             | 41,9             | 45,0             | 81,0             | 4,8              | 3,5              | 0,8              | 0,3              | 19,5             | Не участвовал  | Не участвовал  | Не участвовал  | Не участвовал  | Не участвовал  | Не участвовал  | Не участвовал  | Не участвовал  | Не участвовал  | Не участвовал  | Не участвовал  |
|                                                                                          | Всего            | 4                | 2                | 34,0             | 41,9             | 45,0             | 81,0             | 4,8              | 3,5              | 0,8              | 0,3              | 19,5             | Не участвовал  | Не участвовал  | Не участвовал  | Не участвовал  | Не участвовал  | Не участвовал  | Не участвовал  | Не участвовал  | Не участвовал  | Не участвовал  | Не участвовал  |
| Наведите курсор мыши на аббревиатуры в заголовке таблицы, чтобы прочесть их расшифровку. |                  |                  |                  |                  |                  |                  |                  |                  |                  |                  |                  |                  |                |                |                |                |                |                |                |                |                |                |                |

### Статистика в колледже
| Сезон                                                                                   | Команда     | GP  | GS | MPG  | FG%  | 3P%  | FT%  | RPG | APG | SPG | BPG | PPG  |  |
| --------------------------------------------------------------------------------------- | ----------- | --- | -- | ---- | ---- | ---- | ---- | --- | --- | --- | --- | ---- |  |
| 2010/11                                                                                 | Коннектикут | 41  | 0  | 23,7 | 37,0 | 32,6 | 77,1 | 2,4 | 3,0 | 1,6 | 0,1 | 7,8  |  |
| 2011/12                                                                                 | Коннектикут | 34  | 31 | 35,0 | 38,9 | 35,5 | 74,3 | 3,5 | 5,5 | 1,6 | 0,3 | 13,0 |  |
| 2012/13                                                                                 | Коннектикут | 28  | 26 | 37,3 | 44,1 | 39,8 | 81,9 | 4,4 | 4,6 | 2,0 | 0,1 | 17,1 |  |
| 2013/14                                                                                 | Коннектикут | 40  | 40 | 35,1 | 42,9 | 40,5 | 87,0 | 5,9 | 4,9 | 1,8 | 0,3 | 18,0 |  |
|                                                                                         | Всего       | 143 | 97 | 32,2 | 41,1 | 37,5 | 81,3 | 4,0 | 4,4 | 1,8 | 0,2 | 13,7 |  |
| Наведите курсор мыши на аббревиатуры в заголовке таблицы, чтобы прочесть их расшифровку |             |     |    |      |      |      |      |     |     |     |     |      |  |